# Municipio de Eduardo Neri
El municipio de Eduardo Neri  es uno de los 85 municipios que constituyen el estado mexicano de Guerrero ubicado en la porción central de dicho territorio, en la región Centro. Su cabecera es la ciudad de Zumpango del Río. El municipio lleva el nombre del destacado legislador, originario de la ciudad cabecera, Eduardo Neri Reynoso.
El municipio se divide en 22 poblaciones: 1 cabecera municipal (Zumpango del Río), 3 delegaciones (Huitziltepec, Xochipala y Mezcala) y 18 comisarías (Tlanipatla, Axaxacualco, La Laguna, Papalotepec, El Mirabal, Carrizalillo, Amatitlán, Tenantla, El Tepehuaje, Balsas Sur, Jalapa, El Palmar, Plan de Liebres, Venta Vieja, Mazapa, Ameyaltepec, Ahuelican y El Platanal).

## Geografía

### Localización y extensión
El municipio de Eduardo Neri se localiza en la porción central del estado de Guerrero, en la región geoeconómica y cultural de Centro; se ubica entre las coordenadas geográficas 17°36′ y 17°46′ de latitud norte y entre los 99°38′ y 99°59′ de longitud oeste respecto del meridiano de Greenwich. El municipio cuenta con una extensión territorial total que abarca los 1,289.6 km²; que representa un 2.02% respecto a la superficie territorial total del estado. Sus límites territoriales son al norte con el municipio de Mártir de Cuilapan, Cocula, Tepecoacuilco de Trujano, al sur con Leonardo Bravo, Chilpancingo de los Bravo, al oriente con Tixtla de Guerrero y Mártir de Cuilapan, al poniente con Leonardo Bravo, Heliodoro Castillo, Cuetzala del Progreso.

### Orografía e hidrografía
Eduardo Neri se localiza en un área montañosa, zona de cruce de la Sierra Madre del Sur en la entidad. Gran parte de dicho tipo de relieve
se localiza en las porciones oriente y poniente del municipio. Las áreas semiplanas se localizan en las partes sur-oriente y nor-oriente, cercanas a las localidades de Xochilapa, Amatitlán y Carrizalillo y las planas en la zona central y septentrional de la superficie municipal. Las principales elevaciones montañosas en el municipio son los cerros de Huiziltepec, Ameyaltepec, Ahuelicán, Neguititlán, Tenantitlán, Xoxocotzin y cerro Prieto. La localidad con mayor altura en el municipio es Tres Cruces que alcanza los 2170 m s. n. m. y la población con menor altura es Balsas Sur con tan solo 420 m s. n. m. La cabecera municipal, Zumpango del Río, se sitúa a una altitud de 1071 metros sobre el nivel del mar.
El municipio se integra en la región hidrológica del Balsas, dentro de su principal recurso hídrico es la cuenca del río Balsas-Mezcala. Otros recursos hídrológicos de importancia.son las fluentes del ríos de la Cañada del Zopilote y una laguna en Huiziltepec.

### Climatología
El municipio es afectado por tres tipos de clima, el más predominante es el de tipo ‘’Semicálido muy cálido y cálido’’ en que cubre todo el territorio del norte, sur, centro del municipio, el ‘’Cálido subhúmedo con lluvias en verano’’ se presenta en la zona poniente, particularmente en la zonas altas y el ‘’semicálido subhúmedo con lluvias en verano’’ se presenta mayoritariamente la zona oriente de la demarcación. El régimen de lluvias presenta variaciones de 800 a 1000 mm promedio anual, es en las zonas oriente y poniente donde se presenta más incidencia de precipitaciones pluviales. Comienzan el mes de mayo y con más regularidad ya en los meses de junio, agosto y septiembre. La dirección del viento es de suroeste a noroeste en primavera y de sur a oeste en invierno. La temperatura media anual promedio en el territorio presenta también diversas variaciones que van entre los 26 a 28° C en la zona más septentrional y en la porción central, de 22° a 26 °C en la zona poniente, en la zona central y en la parte nor-oriente de la demarcación, ésta cubre la mayor parte del territorio. La más baja temperatura, que va de los 18 a 22 °C, se hace presente en la zona oriente de la demarcación, de igual manera estas últimas cifras se presentan minoritariamente en la zona poniente.

### Vegetación
El municipio se encuentra dividido en dos ecosistemas muy dispersos en su situación. La Selva Baja Caducifolia es la más abundante en el territorio, ésta se encuentra diversa en la mayoría del municipio, principalmente en la porción poniente y centro. Este tipo de vegetación se caracteriza porque todos o la mayoría de los árboles tiran las hojas en época de secas (mezquite, huizache, cacahuate, etcétera). Los bosques ocupan la parte oriente del municipio, éstos pueden estar compuestos por pino, encino, bosque de Montaña o bosque Templado. Cabe destacar, que en la porción central del municipio abunda el matorral crasicaule, particularmente en la zona conocida como la Cañada del Zopilote.

### Fauna
La fauna en el municipio está compuesta principalmente por especies como el camaleón, paloma, codorniz, zanate, gavilán, venado, conejo, tejón, zorrillo, tlacuache, víbora de cascabel, iguana, mapache, zopilote, escorpión, culebras, chapulines puma entre otras más.

## Demografía

### Población
De acuerdo con el II Conteo de Población y Vivienda que realizó el Instituto Nacional de Estadística y Geografía (INEGI) en el año 2005, el municipio de Eduardo Neri contaba hasta entonces con un total de 40.328 habitantes, de ésta cifra, 19.489 eran hombres y 20.839 eran mujeres. El municipio tiene un total de 38 localidades. De ellas solo tres, incluida la cabecera municipal, supera los 2.500 habitantes.
| Gráfica de evolución demográfica de Municipio de Eduardo Neri entre 1960 y 2010 |
|                                                                                 |
| «Instituto Nacional de Estadística y Geografía».                                |

### Localidades
En el censo de 2020 el municipio de Eduardo Neri contaba con 44 localidades.
| Código INEGI      | Localidad         | Población (2020) |
| ----------------- | ----------------- | ---------------- |
| 120750001         | Zumpango del Río  | 27 944           |
| 120750013         | Mezcala           | 5 654            |
| 120750008         | Huitziltepec      | 4 534            |
| 120750023         | Xochipala         | 3 444            |
| 120750007         | Carrizalillo      | 1 533            |
| 120750021         | Tlanipatla        | 1 507            |
| 120750005         | Axaxacualco       | 1 391            |
| 120750003         | Amatitlán         | 1 100            |
| 120750004         | Ameyaltepec       | 1 048            |
| Otras localidades | Otras localidades | 4 971            |
| Total municipal   | Total municipal   | 53 126           |

## Política y gobierno
El gobierno del municipio de Eduardo Neri lo administra un ayuntamiento. Éste está compuesto por un presidente municipal, de un cabildo, que a su vez es conformado por un síndico procurador, seis regidores de mayoría relativa y dos más por representación proporcional. Todos sus integrantes son electos de manera democrática a través de una planilla única para un período de tres años no renovables para el periodo inmediato por los pobladores que residen en el territorio municipal; las elecciones se celebran el primer domingo del mes de julio y el ayuntamiento entra a ejercer su cargo el día 1 de octubre del mismo año de la elección. 

### Representación legislativa
Para la elección de los diputados locales al Congreso de Guerrero y de los diputados federales a la Cámara de Diputados de México, Eduardo Neri se encuentra integrado en los siguientes distritos electorales:
Local:
- XIX Distrito Electoral Local de Guerrero cuya cabecera distrital es el Municipio de Eduardo Neri.[17][18]

Federal:
- VI Distrito Electoral Federal de Guerrero con cabecera en la ciudad de Chilapa de Álvarez.[19]

### Cronología de presidentes municipales[20]
| Período   | Presidente municipal      |
| --------- | ------------------------- |
| 1972-1974 | Ricardo Rodríguez Rendón  |
| 1975-1977 | Antonio Peralta Vázquez   |
| 1978-1980 | José Martínez Catalán     |
| 1981-1983 | Ricardo Rodríguez Rendón  |
| 1984      | Medardo Martínez Vázquez  |
| 1984-1986 | Jorge Salgado Leyva       |
| 1987-1989 | Pedro Catalán García      |
| 1990-1993 | Olegario Deloya Leyva     |
| 1993-1996 | Adrián Alarcón Ríos       |
| 1996-1999 | Carlos Sánchez Barrios    |
| 1999-2002 | Francisco Nava Torres     |
| 2002-2005 | Bertín Sánchez Reyna      |
| 2005-2008 | José Luis Rendón Castañón |
| 2009-2012 | Modesto Pérez Leyva       |
| 2012-2015 | Ignacio Basilio García    |
| 2015-2018 | Pablo Higuera Fuentes     |
| 2018-2021 | Natividad López Lucena    |
| 2021-2024 | Q.B.P. Sara Salinas Bravo |